# محوطه گوران‌آباد
محوطه گوران آباد مربوط به سدهٔ ۸–۶ ه.ق است و در شهرستان ارومیه، بخش صومای برادوست، دهستان برادوست، ۱/۵ کیلومتری روستای گوران آباد واقع شده و این اثر در تاریخ ۲۵ آبان ۱۳۸۷ با شمارهٔ ثبت ۲۳۵۷۵ به‌عنوان یکی از آثار ملی ایران به ثبت رسیده است.